# الجمارك في السودان
تم إنشاؤها بصورة منظمة ومقننة في العهد التركي في العام 1871م.

### عن الجمارك
تم بناء ميناء سواكن وفي العام 1902م أنشئت مصلحة المالية وكانت هذه المصلحة مسئولة عن صرف الإيرادات الجمركية حتي العام 1905م حيث صدر أول قانون للجمارك من الحاكم العام ونجت باشا ولم يكن يتطرق الي كيفية الإجراءآت أنما أختص بالتعريفة الجمركية فقط. استمر العمل بهذا القانون حتي العام 1913م حيث صدر قانون أكثر تطورا من سابقة وشمل القضايا والإجراءآت الجمركية وفصلت البضائع الممنوعة والبضائع المهربة وكيفية تطبيق الإعفاءات الجمركية وعرفت التعريفة تثمين البضائع وتقدير الرسوم وكذلك نظمت التجارة بين السودان ومصر ووضحت إجراءآت وسائل النقل وإنشاء الحظائر الجمركية وسنت أحكام خاصة للمسافرين والبريد و البضائع العابرة وطرأ التطور وشمل الجرائم والعقوبات الخاصة بالمخالفات الجمركية والمحاكمات والإستئنافات و التفتيش والقبض
و الضبط ثم صدر قانون 1939م وكان هدفه سياسي أكثر منه اقتصادي مع ضبط
و إحكام الدخول والخروج للسلع مع ارتفاع في قيم التعريفة الجمركية.
ثم صدر قانون 1984م وهو أول قانون يصدر تحت السيادة الوطنية وتلاه قانون 1986م.

#### الهدف منها[2]
- تسهيل التجارة وفق المعايير الدولية.
- تطوير الإيرادات العامة للدولة.
- تأمين الاقتصاد الوطني.
- حماية المجتمع.
- صون الحدود.
- ترسيخ اخلاقيات العمل الجمركي.
- رفع درجة النزاهة.
- تعزيز درجة الالتزام والانفاذ للتشريعات.
- امتياز تقدير الاشياء غير القانونية